# Карел Рада
Карел Рада (Карлове Вари, 2. март 1971) бивши је чешки фудбалер.

## Каријера
У млађим категоријама је играо за клубове Сокол, Тахов и за Шкоду из Плзена. Дебитовао је у Првој лиги Чехословачке у сезони 1990/91. када је наступао прашку Дуклу. Од 1994. године је прешао у Сигму из Олмоуца, где је играо три сезоне. У лето 1997. турски клуб Трабзонспор потписао је уговор са Радом, али почетком 1999. напустио је турски тим и отишао у прашку Славију. Од 2001. године прешао је у Ајнтрахт из Франкфурта, у којем је у првом делу сезоне одиграо 11, а у другом 27 утакмица. Од 2002. године се преселио у Теплице и тамо одиграо 109 мечева током четири проведене године у клубу. Крајем јула 2006. одлази у Бохемијанс 1905 и помаже екипи да уђе у Прву лигу. Године 2008. завршио је играчку каријеру.
За репрезентацију Чешке је одиграо 43 утакмице и постигао четири гола. Био је учесник Европског првенства 1996. у Енглеској, где је Чешка освојила сребрну медаљу. Представљао је Чешку на Купу конфедерација 1997. године у Саудијској Арабији (треће место).
Од фебруара 2017. године селектор је женске фудбалске репрезентације Чешке.

## Успеси

### Репрезентација
Чешка
- Европско првенство друго место: 1996.
- Куп конфедерација треће место: 1997.